# Carlo Alberto Pizzini
Carlo Alberto Pizzini (Roma, 22 de març de 1905 – 8 de setembre 1981) va ser un compositor italià.

## Biografia
Carlo Alberto Pizzini va estudiar composició amb Ottorino Respighi. Es va diplomar al conservatori de Bolònia el 1929.
Als 19 anys va fundar a Roma el Concerti per l'educazione musicale degli studenti amb el suport del Ministeri d'Educació. Del 1932 al 1937 va treballar com a inspettore per la musica de la Società Italiana degli Autori ed Editori (SIAE), qui el 1954 el nomenarà. Del 1938 al 1970 va ocupar càrrecs importants a la RAI. Fou admès a l'Accademia di Santa Cecilia el 1942, i en va ser vicepresident des del 1973 fins a la seva mort. El 1967 fou elegit per a l'Accademia Filarmonica di Bologna, un honor especialment important perquè dos segles abans la mateixa acadèmia havia concedit la mateixa distinció a Mozart.
Pizzini va representar la RAI i l'Accademia di Santa Cecilia en els jurats de prestigioses competicions internacionals i al Consell d'Europa a Estrasburg. Com a director, realitza concerts arreu del món, interpretant les seves pròpies composicions. Escriu música de tot tipus, des de música de cambra a música per a cors, orquestres i bandes fins a teatre, televisió i música de cinema. Les obres de Pizzini han estat interpretades per directors famosos com Jean Martinon, Bernardo Molinari i Carl Schuricht a l'Orquestra Filharmònica de Berlín, i en nombroses institucions musicals italianes com el Mausoleu d'August, La Scala de Milà, l'orquestra de la Fenice de Venècia i al Teatre Regio de Parma i, al món, al Carnegie Hall de Nova York, el Salzburg Mozarteum i l'Odeó d'Herodes d'Atenes.
Entre altres honors, el 1975 va rebre la gran creu de l'Orde al Mèrit de la República Italiana, també fou cavaller de la Legió d'Honor, cavaller de l'Orde de Sant Gregori el Gran i creu de l'Orde al Mèrit de la República Federal Alemanya. També va rebre un dels Premis Ondas 1955

## Obres
- 1927 Tre canti popolari giapponesi per tenor i orquestra
- # Kin-gna – Mon-gna
- # Komori-uta
- # Sa-ku-ra
- 1928 Dardanio
- 1929 Sarabanda e fuga per quartet de corda
- 1930 Scherzo in stile classico
- 1930 Sarabande Omaggio a Corelli
- 1931 Il poema delle Dolomiti, poema simfònic
- 1932 Strapaese, impressioni dal vero
- 1940 Al Piemonte, tríptic simfònic per orquestra
- # Insegne gloriose
- # Notturno sulle Alpi
- # Macchine e cuori (La Fiat)
- 1941 Grotte de Postumia
- 1959 Ouverture tascabile
- 1962 In te, Domine, speravi fresc simfònic
- 1969 Concierto para tres hermanas per guitarra i orquestra